# 沙耶
沙耶（法語：Chailles，法語發音：[ʃaj]）是法国卢瓦-谢尔省的一个市镇，位于该省中南部，属于布卢瓦区。

## 地理
沙耶（47°32'30"N, 1°18'37"E）面积18.54 平方千米，位于法国中央-卢瓦尔河谷大区卢瓦-谢尔省，该省份为法国中北部省份，北起厄尔-卢瓦省，东北接卢瓦雷省，东南接谢尔省，南至安德尔省，西南接安德尔-卢瓦尔省，西北接萨尔特省。
与沙耶接壤的市镇（或旧市镇、城区）包括：布卢瓦、伯夫龙河畔康代、塞莱特、莱蒙蒂勒、圣热尔韦拉福雷、瑟尔、锡斯河畔瓦卢瓦尔。

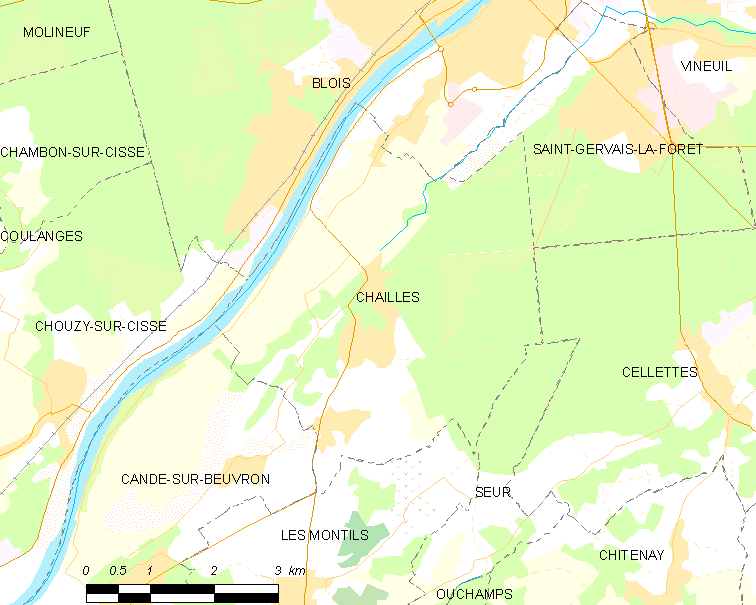
沙耶的OSM定位图

沙耶的时区为UTC+01:00、UTC+02:00（夏令时）。

## 行政
沙耶的邮政编码为41120，INSEE市镇编码为41032。

## 政治
沙耶所属的省级选区为布卢瓦第三县。

## 人口

1962-2008年间沙耶人口变化图示

沙耶于2022年1月1日时的人口数量为2708人。